# Langelurillus
Genre
Langelurillus est un genre d'araignées aranéomorphes de la famille des Salticidae.

## Distribution
Les espèces de ce genre se rencontrent en Afrique subsaharienne et en Inde.

## Liste des espèces
Selon World Spider Catalog (version 25.5, 29/01/2025) :
- Langelurillus alboguttatus Wesołowska & Russell-Smith, 2000
- Langelurillus alius Haddad, Wiśniewski & Wesołowska, 2024
- Langelurillus cedarbergensis Haddad & Wesołowska, 2013
- Langelurillus furcatus Wesołowska & Russell-Smith, 2000
- Langelurillus holmi Próchniewicz, 1994
- Langelurillus horrifer Rollard & Wesołowska, 2002
- Langelurillus ignorabilis Wesołowska & Cumming, 2008
- Langelurillus krugeri Wesołowska & Haddad, 2013
- Langelurillus lacteus Sanap, Joglekar & Caleb, 2017
- Langelurillus manifestus Wesołowska & Russell-Smith, 2000
- Langelurillus minutus Wesołowska & Cumming, 2011
- Langelurillus namibicus Wesołowska, 2011
- Langelurillus nigritus (Berland & Millot, 1941)
- Langelurillus onyx Caleb, Sanap, Joglekar & Prajapati, 2017
- Langelurillus orbicularis Wesołowska & Cumming, 2008
- Langelurillus primus Próchniewicz, 1994
- Langelurillus pusillus Haddad, Wiśniewski & Wesołowska, 2024
- Langelurillus quadrimaculatus Wesołowska & Russell-Smith, 2011
- Langelurillus rufus (Lessert, 1925)
- Langelurillus sibandai Wesołowska, 2011
- Langelurillus spinosus Próchniewicz, 1994
- Langelurillus squamiger Wesołowska & Haddad, 2018
- Langelurillus tertius Sanap & Caleb, 2022

## Systématique et taxinomie
Ce genre a été décrit par Próchniewicz en 1994 dans les Salticidae.

## Publication originale
- Próchniewicz, 1994 : « The jumping spiders of the Ethiopian Region. Part I. New genus Langelurillus gen. n. (Araneae, Salticidae) from Kenya. » Annales Zoologici, vol. 45, p. 27-31 (texte intégral).